# Johannes Oecolampadius

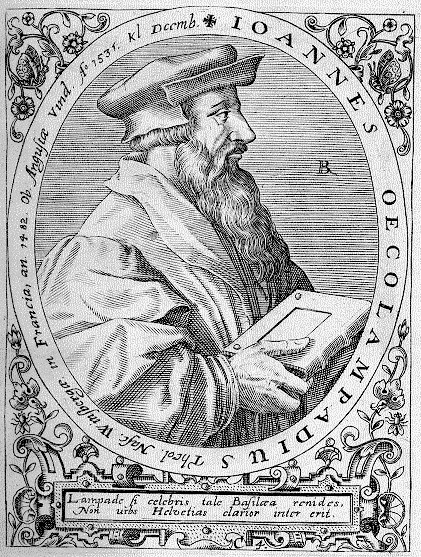
Johannes Oecolampadius (17e-eeuws portret)

Johannes Oecolampadius (oorspronkelijk: Johann Huszgen; Weinsberg, 1482 - Bazel, 14 november 1531) was een Zwitsers theoloog. Hij geldt als de reformator van Bazel.
Vanaf 1499 studeerde Oecolampadius in Heidelberg, Bologna en Tübingen klassieke talen, Hebreeuws en rechten. Van 1506 tot 1508 werkte hij in Mainz als opvoeder van de zonen van de keurvorst Filips van de Palts. Vanaf 1510 was hij priester in zijn geboortestad, maar verliet deze definitief in 1518 omdat zijn prediking vanwege zijn hervormingsgezindheid weerstand opriep bij de inwoners. Hij behoorde echter nog niet tot de reformatie, maar was vooral georiënteerd op het humanisme van Desiderius Erasmus met wie hij in 1515 in Bazel had samengewerkt bij diens uitgave van het Nieuwe Testament. Hij legde zich naast zijn priesterschap vooral toe op het vertalen van geschriften van de kerkvaders.
In 1518 vertrok Oecolampadius weer naar Bazel, waar ook zijn moeder vandaan kwam, om daar te werken als predikant van de Munsterkerk en promoveerde in hetzelfde jaar aan de plaatselijke universiteit tot doctor in de theologie. Kort daarna werd hij beroepen als predikant van de Dom van Augsburg. Hier ontwikkelde hij zich verder in reformatorische richting en sloot zich aan bij de rechtvaardigingsleer van Maarten Luther. Het gevolg was dat hij ook Augsburg gedwongen moest verlaten. Na een aanstelling als slotpredikant van Franz von Sickingen op de Ebernburg bij Bad Münster am Stein keerde Oecolampadius in 1522 naar Bazel terug, waar hij de rest van zijn leven zou blijven werken. Hier ging hij verder met zijn vertaalwerk en hield hij zich bezig met de exegese van de Bijbel. In 1523 werd hij professor aan de universiteit en in 1525 predikant van de Martinskirche. Bazel was op dat moment nog een katholieke stad, die bestuurd werd door een prins-bisschop. Er was echter wel veel ruimte voor afwijkende opvattingen. In 1525 werden enkele klooster geseculariseerd en in 1528 kregen de gereformeerden godsdienstvrijheid. Een jaar later werd onder druk van de gilden het katholicisme in Bazel verboden. In hetzelfde jaar werd Oecolampadius hoofdpredikant van de Munsterkerk.
Vanaf 1525 raakte Oecolampadius in conflict met zijn oude leermeester Erasmus, die de Reformatie afwees, en met Luther omdat hij onder invloed van de door Hinne Rode verspreide avondmaalsbrief van de Haagse jurist Cornelis Hoen een meer geestelijke interpretatie van het avondmaal voorstond. In het conflict tussen de reformator van Zürich, Huldrych Zwingli, en Luther koos hij partij voor de eerste, al wees hij in tegenstelling tot Zwingli de tussenpositie van de Straatsburgse reformator Martin Bucer niet af. Zijn opvatting dat de kerkelijke tucht een taak van de ouderlingen en niet van de stedelijke overheid diende te zijn, had grote invloed op Calvijns kerkvisie en daarmee op de organisatie van de gereformeerde kerken. Oecolampadius overleed in 1531, kort nadat ook Zwingli was gestorven.
- Bibliothèque nationale de France: cb12078180k (data)
- Biografisch Portaal: 98007248
- Digitale Bibliotheek voor de Nederlandse Letteren: oeco001
- Gemeinsame Normdatei: 11709711X
- Historisch woordenboek van Zwitserland: 010779
- International Standard Name Identifier: 0000 0001 2134 1048
- Library of Congress Control Number: nr93007946
- Nationale Bibliotheek van Tsjechië: ola2004253777
- Nationale bibliotheek van Australië: 35063712
- Nationale Bibliotheek van Israël: 987007285045805171
- Nationale Bibliotheek van Polen: a0000002816348
- Nederlandse Thesaurus van Auteursnamen: 070862613
- Istituto Centrale per il Catalogo Unico: SBLV124818
- LIBRIS: 81229
- SNAC: w66r5r6z
- Système universitaire de documentation: 029081815
- Trove: 815930
- Virtual International Authority File: 56634092
- WorldCat: E39PBJfMphbYxKh7WTxRmGrrMP